# Palhinhaea cernua
Espèce
Synonymes
- Lepidotis cernua (L.) P. Beauv.
- Lycopodiella cernua (L.) Pic. Serm.
- Lycopodium boryanum A. Rich.
- Lycopodium capillaceum (Spring) Hieron.
- Lycopodium cernuum L. - Basionyme
- Lycopodium cernuum var. capillaceum Spring
- Lycopodium cernuum var. cernuum
- Lycopodium cernuum var. panamense Nessel
- Lycopodium cernuum var. watsonianum Nessel
- Lycopodium heeschii Müll. Hal.
- Lycopodium moritzii O.F. Müll.
- Palhinhaea capillacea (Spring) Holub
- Palhinhaea cernua (L.) Vasc. & Franco - nom correct[1]

Palhinhaea cernua est une espèce de lycopodes de la sous-famille des Lycopodielloidées. Présente dans la plupart des régions tropicales et subtropicales, cette espèce a une des répartitions géographiques les plus vastes de sa famille. Elle est parfois cultivée.
Anciennement, ce lycopode était placé dans le genre Lycopodium, puis Lycopodiella. D'après des publications récentes (2014, 2015), le nom correct à retenir pour désigner cette espèce est Palhinhaea cernua (L.) Vasc. & Franco, et le nom Lycopodiella cernua (L.) Pic. Serm. doit être considéré comme un synonyme nomenclatural .
Elle est connue en Guyane sous les noms de patte d'araignée [pat-arengnen], mâle verge [mal-verj] (créole guyanais), waraku awak (Palikur), lycopode (Français), palma-de-São-Ioão (brésilien), ou dans le monde anglophone staghorn clubmoss ou encore wāwaeʻiole (nourriture des rats) à Hawaï, 過山龍 à Taïwan, Thông đất au Vietnam.

## Répartition géographique

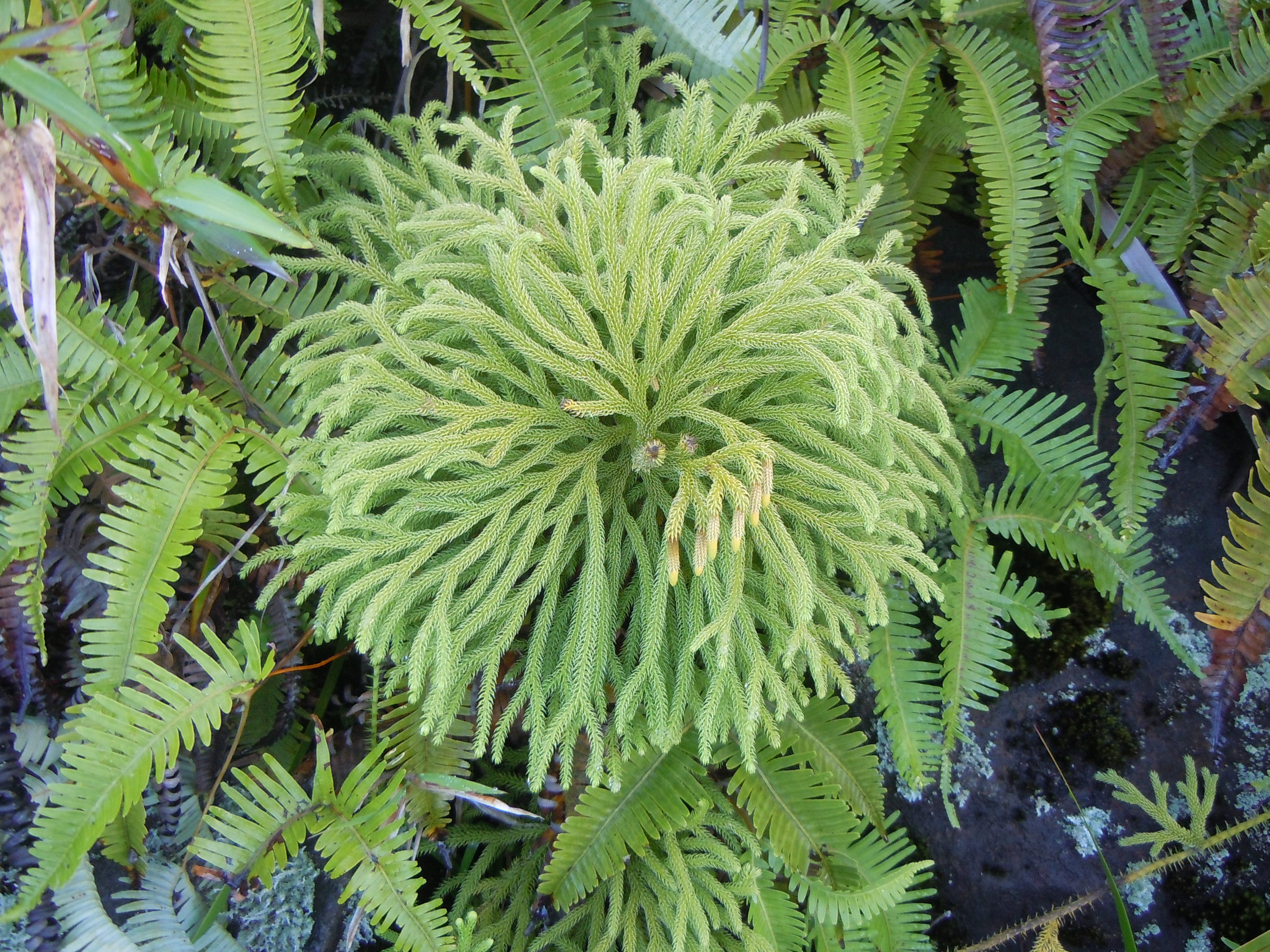
Lycopodiella cernua, à La Soufrière, en Guadeloupe

Palhinhaea cernua est présente dans les savanes d'altitude aux Petites Antilles, sur les talus des pistes forestières et les radeaux de végétation flottante marécageuse de la région côtière en Guyane.
Elle affectionne les milieux tourbeux du sud des États-Unis, et de Hawaii.
On la rencontre également en Asie du Sud-Est, en Australie, en Europe du Sud (Sicile en Italie, aux Açores et à Valongo au Portugal, en Espagne), en Afrique tropicale et du sud, à Madagascar et dans les Mascareignes, et du sud des États-Unis à l'Amérique du Sud.

## Utilisations
En Guyane, Palhinhaea cernua est utilisée pour éloigner les mauvais esprits chez les Créoles guyanais. Les émigrés javanais du Suriname fument cette plante sous forme de cigarette comme succédané du tabac (elle contient de la nicotine). Les Palikur l'emploient pour des bains fébrifuges, ou en décoction salée contre les envenimations d'araignées. Elle est aussi utilisée pour agrémenter des bouquets floraux.

## Liste des variétés
Selon Tropicos (27 mai 2017) :
- variété Lycopodiella cernua var. cernua

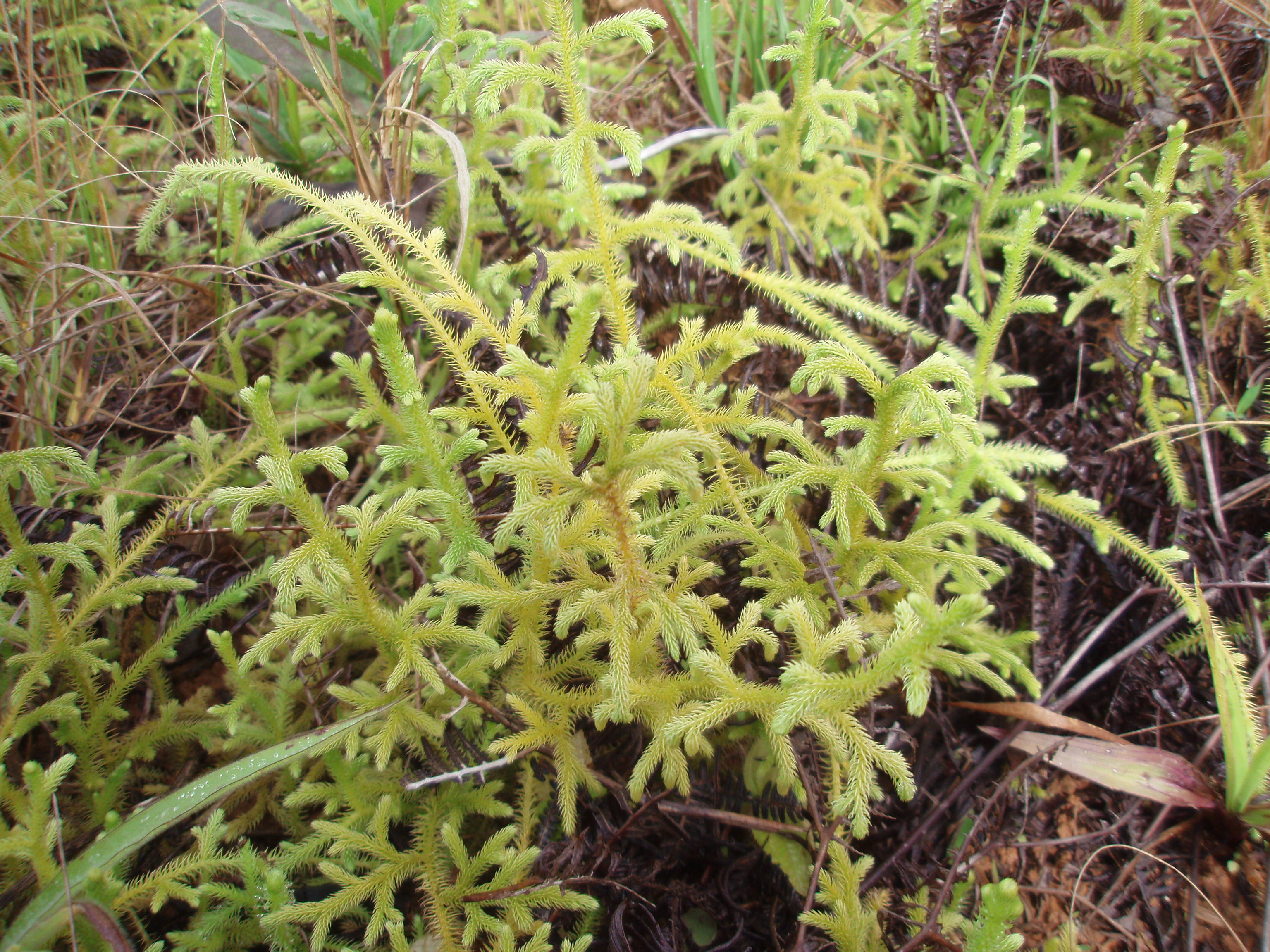
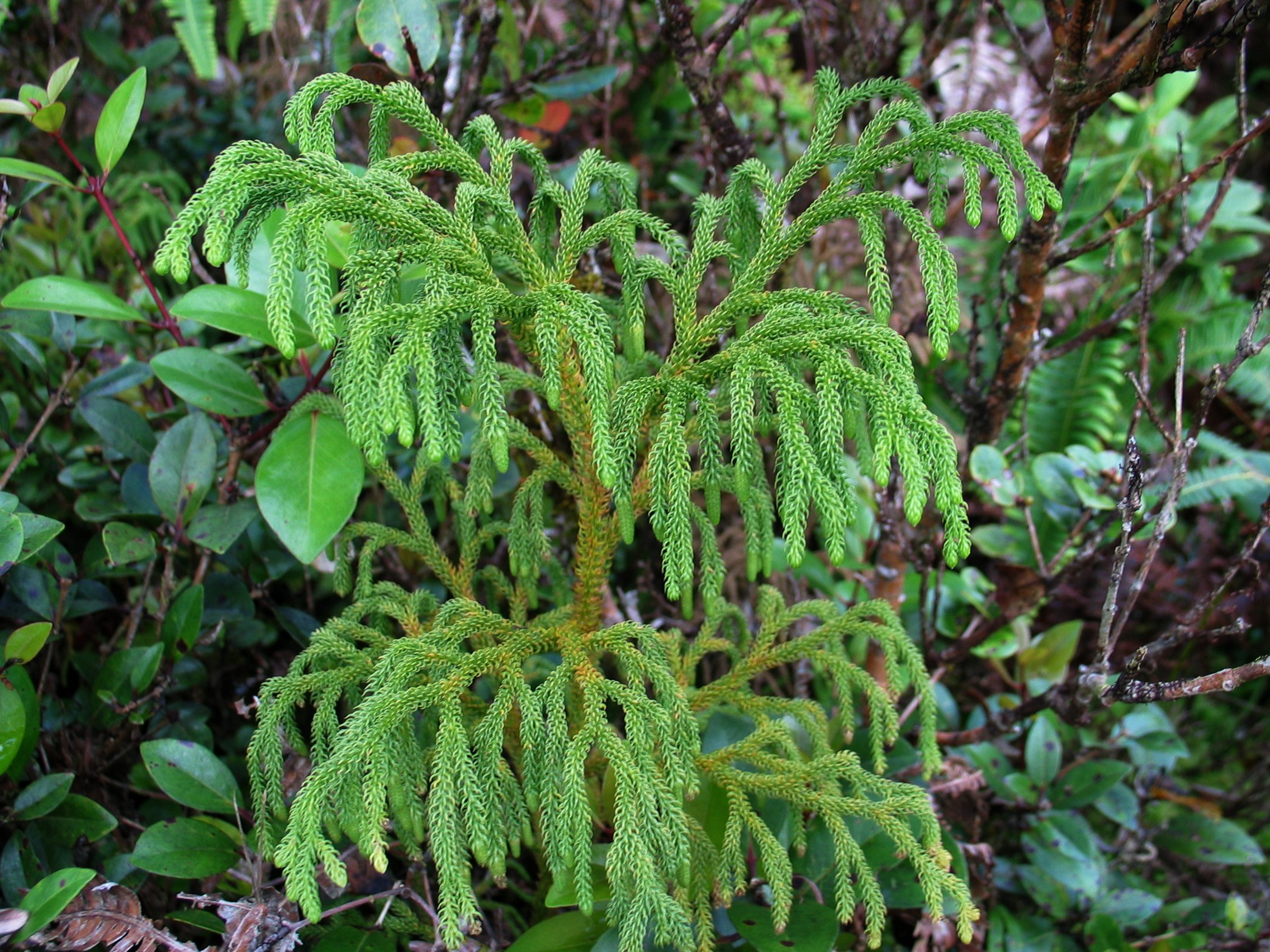
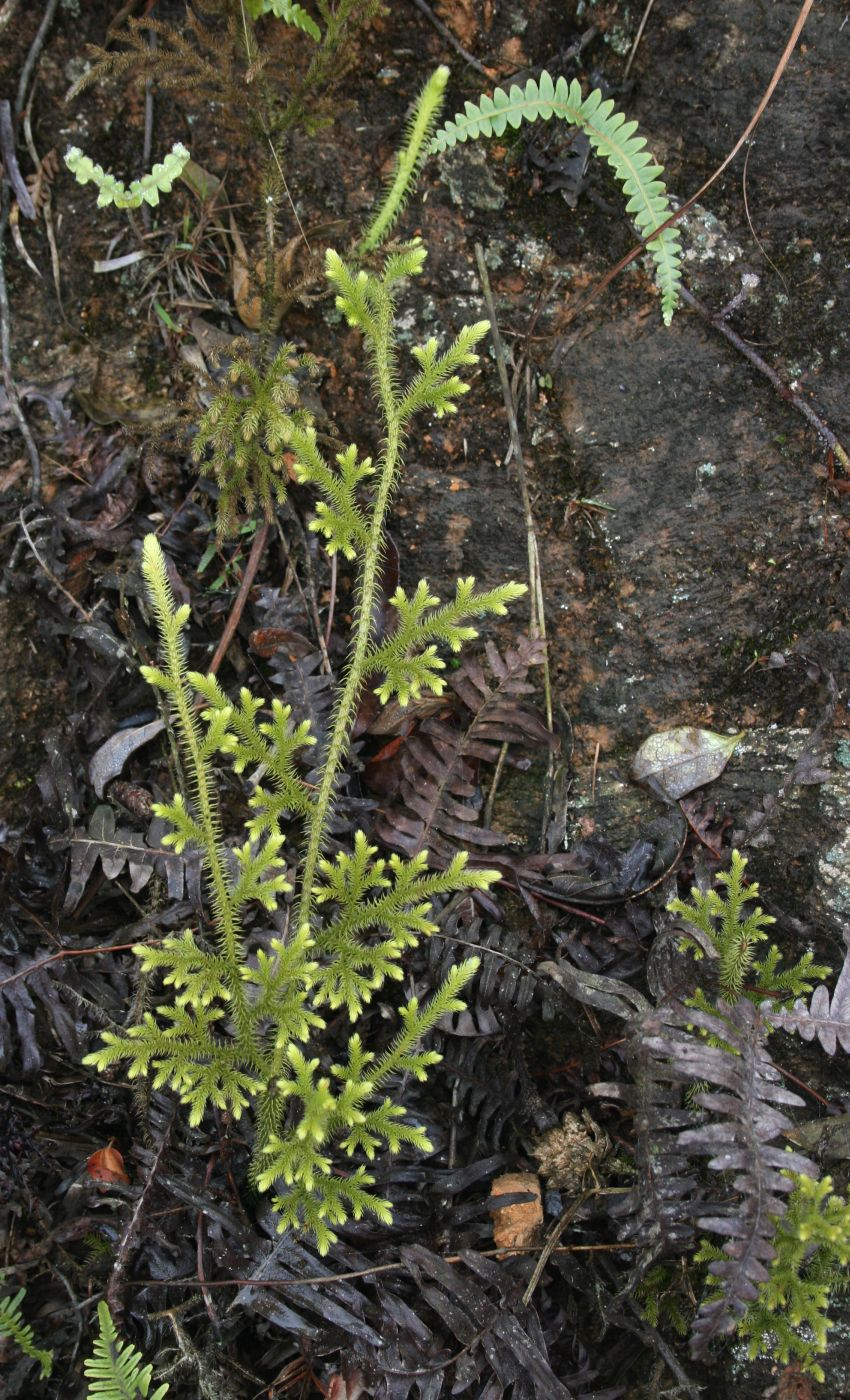
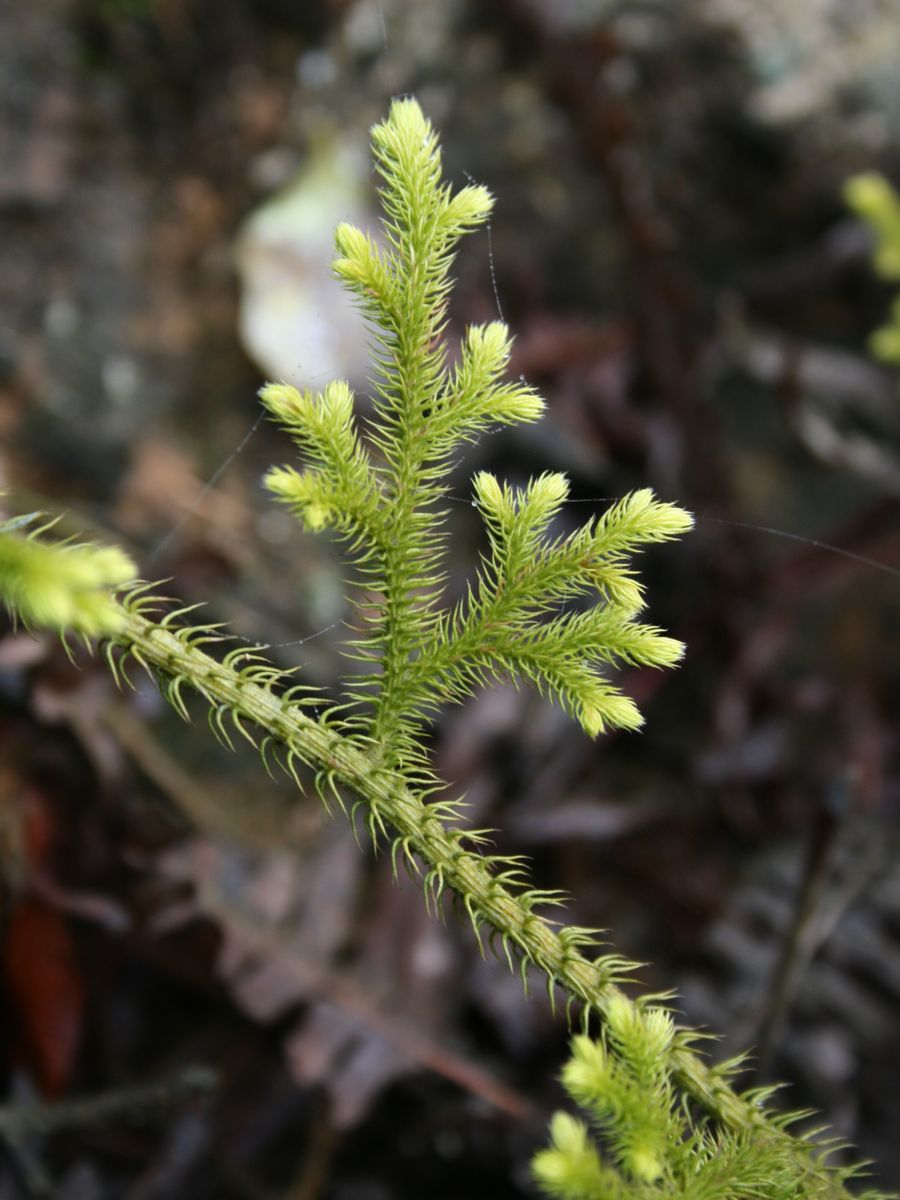

- variété Lycopodiella cernua var. curvata (Sw.) Kartesz & Gandhi
- variété Lycopodiella cernua var. sikkimensis Panigrahi & Sarn. Singh